# Lost World - Zenseiki
Lost World - Zenseiki (ロスト・ワールド<前世紀>?, Rosuto Waarudo <Zenseiki>) è un manga di Osamu Tezuka, scritto ed illustrato quando l'autore era appena ventenne. Fu pubblicato il 20 dicembre 1948, in due volumi dall'editore Fuji Shobo, riscuotendo un grande successo di pubblico. Il primo volume s'intitola La Terra e il secondo volume L'Universo. Terzo lavoro del mangaka, venne pubblicato dopo Maa-chan no nikkichō del 1946, e La nuova isola del tesoro del 1947.
Una celebre versione in lingua occidentale del manga, è quella pubblicata in Nord America dalla Dark Horse Comics il 30 luglio 2003.